# Peppino Gagliardi
Peppino Gagliardi (Napoli, 25 maggio 1940 – Roma, 9 agosto 2023) è stato un cantante e polistrumentista italiano.

## Biografia

### Gli inizi
Nato a Napoli nel popolare rione Vasto, Giuseppe Gagliardi comincia a suonare la fisarmonica sin da bambino, per passare poi alla chitarra e quindi al pianoforte. La sua carriera inizia da adolescente, con un complesso che chiama Gagliardi, giocando con il suo cognome, e che ottiene successo nelle esibizioni dal vivo a Napoli e nei dintorni.
Nel frattempo scrive le musiche delle sue prime canzoni, a cui abbina i testi di un suo amico, Gaetano Amendola, a volte scritti in napoletano. All'inizio degli anni sessanta, dopo molta gavetta e serate, Peppino firma un contratto con l'etichetta napoletana Zeus.

### La notorietà
Dopo un primo 45 giri che passa inosservato a livello nazionale, contenente "A voce 'e mamma", il successo arriva nel 1963 con "T'amo e t'amerò", incisa in seguito anche da Little Tony. Da successo locale, divenne improvvisamente un successo nazionale soprattutto grazie al passaparola e all'interessamento dei giovani verso il cantante, coautore anche del brano (anche se firmato dal solo Amendola). L'incisione originale vedeva alla batteria un giovane Gianni Averardi, in futuro fondatore e strumentista de Il Giardino dei Semplici. Una cover fuori dall'Italia è stata realizzata da Shahram Shabpareh chiamata Tameh Tamero.
Gagliardi riuscì così a farsi notare da Walter Guertler, che rilevò il contratto con la Zeus e lo inserì in una importante casa discografica dell'epoca, la Jolly.
Nel 1965 interpretò due film musicarelli diretti da Tullio Piacentini: Questi pazzi, pazzi italiani e 008 operazione ritmo.

### Le partecipazioni al Festival di Napoli
Negli anni sessanta Gagliardi partecipa a numerosi Festival di Napoli: nel 1963 con "Maje", nel 1964 con "Nisciuno 'o ppo' capì" (scritta con Amendola) e "Mparame a vule' bene", nel 1966 con "Scriveme" (di Murolo) e "Sole malato" (di Pazzaglia e Modugno), "Sotte stelle" (di Murolo e Gagliardi); nel 1969 con "O' scugnizzo" si piazza al terzo posto, oltre a interpretare altri brani come "Ciento notte" e "N'angiulillo".
Nel periodo dal 1965 al 1968 partecipa per tre volte al Festival di Sanremo: nel 1965 con "Ti credo" (anche in veste di autore), in abbinamento con Timi Yuro, nel 1966 con "Se tu non fossi qui", con Pat Boone (la canzone, scritta dal maestro Carlo Alberto Rossi, verrà reincisa anche da Mina) e nel 1968, dopo aver cambiato casa discografica ed essere passato alla Det, con "Che vale per me", con Eartha Kitt (anche questo brano è stato scritto da Carlo Alberto Rossi).
Partecipa inoltre per tre anni consecutivi a Un disco per l'estate: nel 1965 con Innamorarmi di te, con il quale va in finale, nel 1966 con Voglio sapere e nel 1967 con Ricordati di me.
Nel 1968 firma con l'etichetta Det-CAM, e dopo un periodo di scarsi risultati discografici, trova nuovamente un discreto successo nazionale con il brano "Che vuole questa musica stasera" (scritta da A. Amendola e R. Murolo), che divenne anche traccia musicale del film Profumo di donna di Dino Risi, Operazione U.N.C.L.E. di Guy Ritchie e del più recente Lo spietato, interpretato da Riccardo Scamarcio. Particolarità di quest'ultimo brano è anche la popolarità ottenuta all'estero, anche in Giappone ed anche il primato di brano italiano più utilizzato nelle pellicole cinematografiche.
Gli anni sessanta furono importanti ma anche difficili per l'artista napoletano. Da un lato il successo con T'amo e t'amerò e il primo contratto discografico importante, dall'altro i primi contrasti con le etichette discografiche dell'epoca, che imponevano un certo standard e le prime difficoltà del cantante di imporre nuove e sue composizioni dalla linea melodica particolare ed elaborata.

### La maturità e il successo
Gli anni settanta rappresentarono il vero periodo d'oro per l'artista napoletano che firma un contratto con un'etichetta indipendente, la King, di proprietà di Aurelio Fierro, che riesce a garantire al musicista piena libertà musicale e dove, tra l'altro, era già scritturato il suo amico fraterno Enzo Del Forno. In controtendenza con il suo recente passato, la sua musica cambia e diventa più melodica ma anche più complessa, fondendosi in essa sia un'anima classica che napoletana. Il connubio artistico con il suo storico paroliere, Gaetano Amendola, si consolida maggiormente, ma non mancano collaborazioni importanti anche con altri artisti come Roberto Murolo.
Lo spartiacque artistico è rappresentato dal brano "Settembre" (1970), che oltre a classificarsi secondo alla manifestazione "Un disco per l'estate", è un grande successo commerciale. Seguono importanti successi come "Ti amo così" (1970), "Gocce di Mare" e "Sempre sempre" (entrambe del 1971), quest'ultima ancora seconda alla manifestazione "Un disco per l'estate". Tutti questi brani saranno successivamente raccolti nell'album Un anno...tante storie d'amore del 1971. Degni nota sono anche "Come le viole", con cui ritorna al Festival di Sanremo nel 1972 classificandosi al secondo posto e soprattutto vendendo molte copie) e "Come un ragazzino", favorita alla vigilia ma solo seconda a Sanremo nel 1973. 
Questi successi consolidano l'importante posizione assunta dal musicista napoletano nel panorama nazionale tra i grandi artisti dell'epoca. Dal 1970 al 1973, infatti, il cantante partecipa ad importanti manifestazioni e trasmissioni televisive: in questo periodo, viene soprannominato "il cantante dell'amore nervoso" per la raffinatezza interpretativa e il timbro della voce definito come "nervoso", affiancato nelle sue incisioni da grandi strumentisti e musicisti come Maurizio e Guido De Angelis, Pino Rucher, Cicco Ciro, Tullio De Piscopo, Stelvio Cipriani e il futuro premio Oscar Bill Conti.
Nel 1974 raggiunge forse l'apice artistico e creativo; infatti, dopo aver firmato con un'importante etichetta discografica, la Philips Phonogram, pubblica due album nell'arco di 12 mesi, "Vagabondo della verità" e "Quanno figlieto chiagne e vo' cantà, cerca 'int'a sacca... e dalle 'a libbertà!" che rappresentano un punto di arrivo per il cantante napoletano.
L'album "Vagabondo della verità", nel quale trova spazio il singolo di successo "La mia poesia" (quarta classificata a Un disco per l'estate), fornisce forse definitivamente la concezione musicale dell'artista, improntata sulle melodie con liriche più evolute rispetto al recente passato, tutte portanti il binomio Gagliardi - Amendola. L'album, supportato da un'ottima promozione, ottiene un discreto successo.
Nello stesso periodo il musicista si dedica a musicare poesie inedite dei più importanti poeti napoletani passati e contemporanei: Nicolardi, Di Giacomo, Murolo senior, E.A. Mario e altri.
Gagliardi si dedica quindi alla creazione di una propria etichetta discografica, la PG Records, pubblicando dal 1976 al 1980 tre album e cercando di lanciare nuovi artisti e cantanti.
Nel frattempo continua a dedicarsi alla partecipazione in molte trasmissioni televisive, arrivando nel 1976 a condurre su Rai 2 con Bruna Lelli e Bruno Lauzi il programma varietà Bim bum bam, che non va confuso con l'omonimo programma per bambini in onda su Italia 1.

### Fine degli anni settanta
Nei successivi lavori discografici, prodotti dallo stesso compositore napoletano ed editi dalla sua etichetta discografica, la PG Records, tuttavia si cominciano a notare delle evidenti flessioni, soprattutto dal lato produttivo, dovute forse alla grande richiesta del mercato; tali flessioni, sembrano insomma colpire lo stesso artista napoletano, che agli inizi della sua carriera contrastava fortemente l'analogo fare delle case discografiche.
L'incalzante flusso creativo e produttivo fa sì che l'artista si riproponga al mercato nazionale con i seguenti album: "Momenti" e "La musica la gente ed io", che viene anticipatamente dato alle stampe anche per merito della felice conduzione della trasmissione televisiva sulla reti nazionali, Bim, Bum, Bam del 1976-1977. Entrambi ottimi album anche se il secondo evidenzia maggiore voglia da parte dell'artista napoletano di scoprire e ricercare nuove sonorità.
L'album "La musica la gente ed io" ha al suo interno brani molto particolari che si distaccano per sonorità e vocalità dal Gagliardi conosciuto. Spiccano "Piccolo io", con ammiccamenti al blues, "Se non avessi avuto te" e soprattutto il brano "Mia cara", sia sotto il profilo musicale che interpretativo.
Si accentua la propensione dell'artista a collaborare dal lato testuale e lirico con altri autori e non più esclusivamente con il fidato Amendola.

### Gli anni ottanta
Dalla fine degli anni settanta iniziarono anche a diradarsi le sue apparizioni discografiche e televisive, periodo che culminò con la decisione di allontanarsi da Napoli nel 1981 e trasferirsi con la sua famiglia nelle campagne romane. Nel 1980 Gagliardi pubblica "Amore... ammore", uscito con l'etichetta Ri-Fi, il quale presenta un mix di brani in napoletano e in lingua italiana, come dimostra il gioco di parole del titolo dell'album stesso. Nota di rilievo è l'ormai stabile ingresso nell'équipe dell'autore Lorenzo Raggi. I risultati discografici, non favorevoli e sicuramente lontani dai fasti della prima metà degli anni settanta, inducono l'artista a distaccarsi dalla scena discografica per un periodo di circa 4–5 anni, che gli permettono di dedicarsi a progetti specifici, come per esempio la composizione di musiche teatrali e altri progetti collaterali, pur continuando l'attività dal vivo in Italia e all'estero.
Il ritorno sulla scena discografica è nel 1984, anno in cui l'editore napoletano Luciano Bideri gli commissiona un progetto: musicare e interpretare opere inedite del poeta napoletano Salvatore Tolino. Il risultato è "Io ssto' ca'". Nell'album, pur essendoci discrete canzoni, prima fra tutte la stessa title track, si nota un Gagliardi in tono minore, forse non pienamente coinvolto dal progetto. La produzione artistica è buona e in questa occasione il cantautore napoletano affida gli arrangiamenti ad un giovane Peppe Vessicchio. 
Dopo la pubblicazione e la promozione dell'album, l'artista si allontana nuovamente dal panorama discografico, diradando nuovamente le sue apparizioni pubbliche, anche alla luce della morte del suo amico e paroliere di sempre, Gaetano Amendola.
Alla fine degli anni ottanta è invogliato da un'etichetta napoletana indipendente a ripresentarsi a livello discografico al grande pubblico, garantendogli ampia autonomia artistica e produttiva. Inizia la collaborazione con il poeta Vincenzo Ventre, autore della maggior parte dei testi dei brani che comporranno l'opera discografica successiva "Il Viaggio", che per varie vicissitudini avrà luce nel 1993, che rappresenta una ispirata raccolta di brani inediti dell'artista napoletano. Il musicista napoletano richiama con sé Claudio Gizzi, autore degli arrangiamenti degli album migliori, collaborando con i più importanti musicisti di sala per le registrazioni dei brani, che prodotti interamente nel 1988-1989, sono caratterizzati da una realizzazione impeccabile e da liriche molto belle, in alcuni casi visionarie (vedi il brano in "Via del Sorso") e intimistiche. Come detto, l'operazione discografica non trovò sbocco nell'immediato, provocando nuovamente nell'artista uno stato di completo distaccamento e disinteresse.

### Anni novanta
L'album "Il Viaggio" vede la luce con la casa discografica Ricordi a seguito della partecipazione dell'artista al Festival di Sanremo con il brano inedito L'alba, firmato dallo stesso artista e l'autore napoletano Sergio Cirillo. Per vicissitudini personali il musicista napoletano è però costretto a sospendere la promozione dell'album e le attività collaterali, pur continuando i concerti live, soprattutto all'estero anche se in modo sporadico.
Nel 1996 Renzo Arbore, con la sua Orchestra Italiana, dopo numerosi successi discografici ottenuti con cover di brani della grande tradizione napoletana, pubblica l'album "Pecchè nun ce ne jammo in America", il cui brano di punta, che dà il titolo alla pubblicazione, è il rifacimento del brano "L'America", scritto da Gagliardi e contenuto nell'album dell'artista napoletano "Il Viaggio": esso viene rielaborato in alcune parti del testo e l'arrangiamento prevede l'introduzione di una parte rap.
Nel finire degli anni novanta, il musicista tende a diradare maggiormente e nuovamente le sue apparizioni pubbliche, distaccandosi totalmente per un periodo dall'ambiente musicale per dedicarsi alla famiglia e per superare alcune difficoltà di salute.
Cura e segue la crescita artistica e professionale del figlio, Massimiliano Gagliardi, pianista, che diventerà a seguire il suo principale collaboratore.

### Dagli anni duemila in poi
Inizia la collaborazione con il figlio Massimiliano Gagliardi, prima nella scrittura poi nella produzione artistica dei brani stessi. Il distacco dall'ambiente musicale tuttavia rimane sino al 2003, anno in cui l'artista decide di riproporsi in concerti a due pianoforti e voce, accompagnato dallo stesso Massimiliano.
Nel 2003 dà luogo ad un importante progetto, la realizzazione della prima raccolta ufficiale.
Nel 2005 viene ripubblicato l'album artisticamente più importante del musicista napoletano, “Quanno figlieto chiagne e vò cantà...”, grazie a un accordo tra un'etichetta indipendente napoletana, Luchy Planet, e la Universal.
Nel 2006 Giuliano Palma & the Bluebeaters pubblicano una cover in versione ska del successo “Come le viole” riscuotendo un notevole ritorno radiofonico e discografico. Il 2006 rappresenta un anno importante in quanto l'artista ritorna in modo permanente alla sua attività live e pubblica la raccolta del triplo album "La mia storia, la mia musica, tutto continua..." con distribuzione Rai Trade.
Il 18 settembre 2010 viene insignito dal sindaco Giuseppe Antonio Fuschino della cittadinanza onoraria del Comune di Arzano, città dove ha mosso i primi passi artistici. In quella occasione tiene un concerto.
Nel 2012 ritorna con un singolo sperimentale, in dialetto napoletano, scritto ed autoprodotto con Massimiliano Gagliardi, dal titolo "'A ballata r' e ttre scigne".
Il 27 febbraio 2019, durante un concerto al Teatro Sannazaro, viene insignito del premio alla carriera sia dal Comune di Napoli, consegnato dal Sindaco Luigi De Magistris e dall’assessore alla Cultura e al Turismo Nino Daniele, che dall’A.F.I. (Associazione Fonografici Italiani).
Il 16 marzo 2022, in occasione dei 130 anni del quotidiano Il Mattino, partecipa, con altri artisti napoletani come Nino D'Angelo, Gigi D'Alessio, Massimo Ranieri, Peppino di Capri, Mario Trevi, al video di auguri pubblicato online dal giornale.
La sera del 9 agosto 2023 il cantautore muore nella sua casa romana, quattro mesi dopo il suo 83º compleanno. Il funerale viene celebrato dopo tre giorni nella chiesa di San Melchiade, zona Labaro a Roma.

## Lo stile interpretativo e musicale
La caratteristica principale è sicuramente nella timbrica vocale molto particolare e dalla sonorità pastosa. Pur accostato ad altri cantanti famosi del periodo, definiti di "scuola melodica", Nicola Di Bari, Peppino di Capri, il suo modo di cantare e approccio musicale è stato sempre molto diverso, anche in considerazione delle sue doti di polistrumentista (chitarra, pianoforte e soprattutto fisarmonica). Come detto sopra, nel periodo di estremo successo 1970-1974, è stato più volte definito come il "divo dall'amore nervoso", per il suo modo di interpretare intimistico e passionale qualsiasi brano del suo repertorio, sempre caratterizzato da una sofferenza sentimentale di fondo.
Sicuramente importante è stato l'influsso degli artisti francesi, almeno per ciò che riguarda l'interpretazione, mentre il Gagliardi musicista ha trovato invece il giusto equilibrio con la stesura di brani che miscelano la tradizione della musica classica con quella popolare napoletana, incentrando la musicalità in dei refrain molto orecchiabili ma mai scontati e sempre molto elaborati.
Molto importanti sono state anche le realizzazioni, sempre molto curate e raffinate, con la scelta, da sempre, di lavorare con musicisti e strumentisti di estremo valore, gli unici capaci di dare sempre qualcosa di più alle composizioni. Brani che sintetizzano oggettivamente le doti e le peculiarità del musicista sono: "T'amo e t'amerò" e "Ascolta mio Dio", per la rottura degli schemi interpretativi dell'epoca, "Gocce di mare", ballata melodica stile primi anni settanta, "La ballata dell'uomo in più", per l'eleganza di musica e testo, "A soffrire sarò io", per le doti interpretative e per finire l'intero album “Quanno figlieto chiagne e vò cantà.....”, in cui le doti musicali, autorali e interpretative vengono sicuramente racchiuse e sintetizzate.
Numerosi gli attestati di stima anche da parte di artisti di spessore internazionale, come gli ABBA (nello specifico Benny Andersson), che in una intervista alla rivista italiana Panorama (n. 28 di luglio 2010) hanno dichiarato di essersi ispirati molto anche alla musica melodica italiana fine anni sessanta e inizi anni settanta, citando nello specifico Peppino Gagliardi come autore ed interprete. Anche la pop star Alvaro Soler ha menzionato più volte Peppino Gagliardi come uno dei cantanti ed autori italiani preferiti.

## Discografia

### Album in studio
- 1965 – Peppino Gagliardi (Jolly, LPJ 5048)
- 1967 – Peppino Gagliardi (Det, MDG 2003)
- 1968 – Peppino Gagliardi (Zeus, BE 0021)
- 1971 – Un anno...tante storie d'amore (King, NLP 101)
- 1972 – I sogni miei non hanno età (King, NLP 102)
- 1972 – Le mie immagini (King, NLP 105)
- 1972 – Peppino Gagliardi (Amico, ZSKF 55043)
- 1973 – ...sempre... (King, NLP 106)
- 1973 – T'amo e t'amerò (Zeus)
- 1974 – Vagabondo della verità (Philips)
- 1974 – Quanno figlieto chiagne e vo' cantà, cerca 'int'a sacca...e dalle 'a libbertà! (Philips, 6323 036)
- 1976 – Momenti (PG Records, PGL 1001)
- 1977 – La musica la gente ed io (PG Records)
- 1978 – Peppino Gagliardi (Penny, REL-ST 19384)
- 1980 – Amore....Ammore (Ri-Fi, RDZ ST 14320)
- 1984 – Io stoo' ca' (Bideri)
- 1993 – Il viaggio (Dischi Ricordi)

### Raccolte
- 1969 - Peppino Gagliardi (Stella Records, LPS 6122)
- 1971 - Peppino Gagliardi (Zeus, BE 0021)
- 1972 - Due “Grandi” Insieme (con Nicola Di Bari) (Joker, SM 3256)
- 1977 - I miei successi... (Lineazzurralongplay, LA 97006)
- 1978 - Peppino Gagliardi (Ri-Fi)
- 1980 – Il meglio di Peppino Gagliardi (RCA)
- 1982 - 16 canzoni di successo (Discoring 2000)
- 1982 – Le canzoni di sempre (DDD, ZNLDR 33325)
- 1990 - Storie d'amore (RCA, CK 71662)
- 1992 - T'amo e t'amerò (Zeus Record, ZS 2422)
- 1994 - Settembre (D.V. More Record, CDDV 2130)
- 1995 - Tante storie d'amore (Zeus Record, ZS 4122)
- 1995 - Forever (Bebas Record, SMCD 464)
- 1998 - Come le viole - I successi di Peppino Gagliardi (Replay Music)
- 1999 - Tante storie d'amore vol.2 (Zeus Record, ZS 4862)
- 2003 - Sempre sempre - The classic collection (Azzurra Music, TBP11222)
- 2006 - Come le viole (SMI, 759 DOQ)
- 2006 - Il meglio di (SAAR)
- 2007 – La mia storia, la mia musica, tutto continua..... (Rai Trade)

### Singoli
- 1962 – 'A voce 'e mamma/Madison italiano (Zeus, ZS 90001)
- 1963 – Quanno vuo' tu/A canzone 'e Napule (Zeus, BE 101)
- 1963 – T'amo e t'amerò/L'oscurità (Zeus, BE 102)
- 1963 – 'A voce 'e mamma/T'amo e t'amerò (Zeus, BE 103)
- 1963 – Ascolta mio Dio/Tornerai da me (Zeus, BE 106)
- 1963 – Piango/Ascolta mio Dio (Zeus, BE 111)
- 1963 – 'A voce 'e mamma/Quanno vuo' tu (Zeus, BE 135)
- 1963 – Ascolta mio Dio/Dimmi amor/Piango (Jolly, J 20218)
- 1964 – Frutto di mare/Verrò a chiederti perdono (Jolly, J 20230)
- 1964 – Questa sera non ho pianto/Devo parlarti (Jolly, J 20259)
- 1964 – Nisciuno 'o ppo' capì/'mparame a vulé bene (Jolly, J 20269)
- 1965 – Ti credo/Parlami (Jolly, J 20283)
- 1965 – Innamorarmi di te/Grazie caldo sole (Jolly, J 20302)
- 1965 – Un atto di dolore/Ho il coraggio di amarti (Jolly, J 20332)
- 1966 – Mezzojuorno/Nu poco 'e sole (Jolly, J 20347)
- 1966 – Se tu non fossi qui/Devi sorridermi (Jolly, J 20348)
- 1966 – Voglio sapere/Finalmente (Jolly, J 20356)
- 1966 – Sole malato/Scriveme (Jolly, J 20388)
- 1967 – I ragazzi del chiaro di luna/Chi l'ha detto che il mondo sta invecchiando? (Det, DTP 3)
- 1967 – Ricordati di me/Ogni sera (Det, DTP 5)
- 1967 – Ballata per un pistolero/Se tu (Det, DTP 12)
- 1967 – Che vuole questa musica stasera/Se un giorno (Det, DTP 16)
- 1967 – Tristezze (Chopin)/Mao Mao (Det, DTP 19)
- 1968 – Che vale per me/Oggi (Det, DTP 22)
- 1968 – Sott' 'e stelle/Dimme ca tuorne 'a mme (Det, DTP 33)
- 1968 – T'ho vista piangere/Amore mi manchi (Det, DTP 38)
- 1969 – Il mio amore/Se...dovessi perderti (Det, DTP 42)
- 1969 – Occhi di mare/Che vuole questa musica stasera (Det, DTP 49)
- 1969 – 'O scugnizzo/N'angiulillo/Ciento notte (PG Records, BE 00113)
- 1969 – N'angiulillo/'o scugnizzo (PG Records, BE 00114)
- 1969 – 'O scugnizzo/Ciento notte (PG Records, BE 00115)
- 1970 – Settembre/Pensando a cosa sei (King, AFK 56108)
- 1970 – Ti amo così/Ti voglio (King, NSP 56118)
- 1971 - Accanto a chi/Sabato sera (King, NSP 56119)
- 1971 – Sempre...sempre/Gocce di mare (King, NSP 56120)
- 1971 – La ballata dell'uomo in più/Passerà (King, NSP 56128)
- 1972 – Come le viole/Le mie immagini (King, NSP 56131)
- 1972 - Signorinella/La piazzetta e quell'albero antico (King, NSP 56135)
- 1973 - Un amore grande/Acqua dal cielo (King, NSP 56138)
- 1973 – Come un ragazzino/Ricordando (King, NSP 56139)
- 1974 – La mia poesia/Ancora più vicino a te (Philips, 6025 113)
- 1974 - Vagabondo della verità/Che cos'è (Philips, 6025 122)
- 1975 – Dalla sera all'alba/Non te ne andare via (PG Records, ZPG 50451)
- 1976 – Se tu lo vuoi sarà/Paola (PG Records, PGAI 102)
- 1976 – Paola (PG Records)
- 1977 – Mia Cara/Fantasia (PG Records)
- 1980 – Se fossi in te/Vattene (Ri-Fi)
- 1993 – L'alba (Ricordi)